# 簡單知識組織系統
簡單知識組織系統（Simple Knowledge Organization System，SKOS），是目前正在發展的簡單知識組織描述語言，以RDF Schema設計方式來展現與分享控制的詞彙。其可提供一些社群以一種機器可以理解的（machine-understandable）方式表達他們詞彙的結構與概念，以供交換和再使用。

## 发展
正在發展的RDF語法標準有SKOS Core、SKOS Mapping、SKOS Extensions 。
SKOS Core（SKOS 核心詞彙規格），提供以核心集的模式來表達概念體系的基本結構與內容。是一組RDF屬性（properties）與RDFS類別（classes），它可以用來表達一個概念體系的內容與結構成為一個RDF語法與圖解。
SKOS Core可運用於結合其他的語意網來產生對資訊更豐富的描述。以RDF詞彙描述語言（RDFS）透過它的次層級與次屬性構造，提供簡單的RDF詞彙基本的延伸技巧。Web Ontology Language（網路本體語言）與SKOS Core結合的運用，產生強而有力的資源表達基礎。SKOS是一個強而有力但卻簡單的工具，用來呈現與合作分享特定社群的關鍵詞彙術語，SKOS用來發展結合傳統的KOS結構的彈性和可伸展性的語意網（Semantic Web），它將會實際的被運用在網路資源的分類與描述。